# ريتشارد إليس (محامي)
ريتشارد إليس (بالإنجليزية: Richard Ellis)‏ هو قاضي ومحامي أمريكي، ولد في 14 فبراير 1781 في مقاطعة لونينبرغ في الولايات المتحدة، وتوفي في 20 ديسمبر 1846 في مقاطعة باوي في الولايات المتحدة.